# Acathrito lindneri
Acathrito lindneri är en tvåvingeart som beskrevs av Lyneborg 1983. Acathrito lindneri ingår i släktet Acathrito och familjen stilettflugor.
Artens utbredningsområde är Kenya. Inga underarter finns listade i Catalogue of Life.